# Tokugawa Haruaki
Tokugawa Haruaki est un nom japonais traditionnel ; le nom de famille (ou le nom d'école), Tokugawa, précède donc le prénom (ou le nom d'artiste).
Tokugawa Haruaki (徳川 治察, 1er novembre 1753-12 octobre 1774) est un samouraï du milieu de l'époque d'Edo. Cinquième fils de Tokugawa Munetake, il succède à son père comme chef de la branche Tayasu de la maison Tokugawa.

## Source de la traduction
- (en) Cet article est partiellement ou en totalité issu de l’article de Wikipédia en anglais intitulé « Tokugawa Haruaki » (voir la liste des auteurs).